# فهد أحمد الأمير
الفريق الركن فهد أحمد الأمير، (مواليد 1947-) عسكري وسياسي كويتي، ورئيس سابق للأركان العامة للجيش الكويتي ما بين عامي 2003 و2009، إبّان حكم الأمير الشيخ جابر الأحمد الصباح ثم حكم أخيه الأمير الشيخ صباح الأحمد الصباح.

## سيرته العسكرية
- التحق بالجيش الكويتي - وزارة الدفاع سنة 1965.
- حصل على رتبة ملازم طيار مقاتل سنة 1967.
- حائز جناح الطيران (طيار حربي) سنة 1968.
- آمر سرب الميراج بالقوة الجوية الكويتية سنة 1978.
- آمر قاعدة علي السالم الجوية 1979.
- حاصل على دورة أركان حرب عليا سنة 1984.
- مدير عمليات القوة الجوية الكويتية 1988.
- معاون رئيس الأركان لهيئة الإدارة والقوة البشرية 1992.
- نائب رئيس الأركان العامة للجيش - وزارة الدفاع 1994
- رئيس الأركان العامة للجيش - وزارة الدفاع (2003 - 2009).
- حاصل على مجموعة من الأوسمة والأنواط العسكرية.
- إبتعث في دورات مختلفة إلى الخارج في مجال الطيران والقيادة والإدارة.
- أحد قادة المقاومة الكويتية أثناء الاحتلال العراقي عام 1990 وكان عضوا في اللجنة السرية المكونة من: الشيخ صباح الناصر والشيخ علي السالم وفيصل المرزوق وعبدالوهاب الوزان وجاسم العون.

## مناصبه
- محافظ محافظة الجهراء منذ 2014 .

## حياته الاسرية
- متزوج ولديه خمسة أبناء.

## أنظر أيضا
- محمد خالد الخضر.
- عبد الله فراج الغانم.
- مزيد عبد الرحمن الصانع.
- علي المؤمن
- خالد صالح الصباح